# Lex Canuleia
Законы Канулея (лат. Lex Canuleia) — законопроекты, предложенные в Древнем Риме народным трибуном Гаем Канулеем. Возможные датировки: 445 год до н. э., 444 год до н. э., 443 год до н. э.. Согласно одному закону, отменялось старинное запрещение браков между патрициями и плебеями (jus connubii). Также Канулей предлагал допустить плебеев к консулату, однако это предложение воплотить в жизнь тогда не удалось. В качестве компромисса с 444 года до н. э. была введена магистратура военных трибунов с консульской властью, куда были допущены также и плебеи.